# Jó Pásztor Bizottság
A Jó Pásztor Bizottság a magyarországi zsidómentés ügyéért a II. világháború alatt (1942) létrehozott református szervezet. „A Bizottság célja volt egyrészt a zsidótörvények által hátrányos megkülönböztetésben részesített egyháztagok különleges lelkigondozása és védelme, másrészt általában a hivatalos egyházi Izráel-misszió föladatainak hordozása. A cél elérésére a Bizottság lelkésze konferenciákat rendezett, előadásokat tartott, istentiszteleteket, bibliaórákat vezetett, megszervezte országosan a munkaszolgálatosok lelkigondozását és védelmét, rendszeresen látogatta az internáló táborokban levőket .”

## A Bizottság megalakulása
A Magyarországi Református Egyház Egyetemes Konventje 1942. október 20-án hozta létre a „Jó Pásztor” Missziói Albizottságot a 9465/1942. számú határozatával. Egyházi tisztségénél fogva Ravasz László református püspököt tekinthetjük a Bizottság megalapítójának, a szervezet elnöke Muraközy Gyula lett, a szolgálat vezetésére pedig a zsidó származású Éliás József kapott lelkészi és titkári megbízást.
Jakab Attila szerint a Bizottság létrejötte összefügghet Anglia hadüzenetével (1941. december 6.), amely bizonyára negatívan hatott a skót misszió zsidómentő és zsidótérítő tevékenységére Magyarországon, a misszionáriusokat a háború idején ugyanis hazahívták.
A Jó Pásztor Bizottság tagjai voltak például Bereczky Albert, Kádár Imre, Dobos Károly, Nagy Gyula, Borsos Sándor, Benkó Ferenc ny. államtitkár, Kárpáthy Géza törvényszéki bíró.
A szervezet a Budapest-Szabadság téri Református Egyházközség lelkészi hivatalában (Budapest, Szabadság tér 2.) kapott ellenszolgáltatás nélkül helyiségeket, majd 1944. március 1-jétől külön költöztek.

## A Bizottság céljai és működése
A Jó Pásztor Bizottság elsődleges célja a zsidó vallásból „áttért református egyháztagok lelkigondozása és szükséghez képest anyagi segítése”, lelki, szociális és karitatív gondozása. A cél elérésére érdekében széleskörű tevékenységet folytatott a Bizottság. A bizottsági tevékenység egyik területe az evangelizálás, igehirdetés volt. A Bizottság missziói konferenciákat rendezett, előadásokat tartott, istentiszteleteket, bibliaórákat vezetett. Ide tartoztak az ún. áttérési tanfolyamok is.
Egy mási jelentős tevékenységi kör a publikálás és iratterjesztés volt. A Bizottság Bibliákat és egyéb kegyességi olvasmányokat juttatott a munkaszolgálatosoknak, valamint körlevelekkel és sajtóközleményekkel is végezte a vigasztalás és bátorítás szolgálatát. A közvélemény tájékoztatásának egy fontos mozzanata volt, amikor Éliás Józsefen keresztül a Bizottság részt vett abban az akcióban, amely fényt derített az auschwitzi haláltáborban folyó szörnyűségekre. Az ellenállás egyik meghatározó alakja, Soos Géza református lelkész révén Éliás József megkapta az Auschwitz-jegyzőkönyv egy példányát, amely vélhetően 1944 májusában került Magyarországra. A Bizottság titkárnője, Székely Mária fordította le magyar nyelvre és házilag sokszorosították. Ezt követően a példányokat eljuttatták az egyházak vezetőihez.
Fontos bizottsági feladat volt a látogatás szolgálata is. A Bizottság tagjai látogatták a rászoruló családokat, a munkaszolgálatosokat és az internáló táborokban lévőket. A látogatás részben lelkigondozást jelentett, részben pedig materiális segítséget ruha, lábbeli, pénzsegély, élelem, lakhatás formájában.
A lelkészek, diakónusok menleveleket, keresztleveleket is szereztek a zsidóság mentésére.
A noszvaji Lakatos Etelka Árvaház hadi és honvédelmi árvák számára lett kialakítva. „Az intézményt a Jó Pásztor Albizottság a Lakatos Etelka Árvaotthon Bizottságával tizenkét évre bérbe vette jelképesen évi egy pengőért.” Ezen kívül a szervezet gyermekotthont, népkonyhát és szegénygondozó intézetet tartott fenn. Éliás József beszámolója szerint: „1944. október 1-jétől 1945. február 1-jéig összesen kétezren találtak menedéket, oltalmat gyermekotthonainkban: 1580 gyerek és 420 felnőtt.”
A Jó Pásztor Bizottság a mentési ügy fontosságára való tekintettel szorgalmazta az ökumenikus együttműködést is, amit egyrészt Sztehlo Gábor evangélikus lelkész gyermekmentő tevékenysége fémjelez, másrészt a római katolikus Szent Kereszt Egyesülettel való hatékony kooperáció. 1945-ben az Erdélyi Református Egyház is csatlakozott ehhez a szolgálathoz, amikor 1945. augusztus 6-án Kolozsvárott megalakult a „Jó Pásztor Misszió Baráti Társasága”.

## A szervezet megszűnése
A Jó Pásztor Bizottság a II. világháborút követően egy darabig még működött, a szakirodalom többféle évszámot is említ a szervezet megszűnési dátumaként. A Zsinati Levéltár leírása szerint a Jó Pásztor Bizottság „1950-ben, a nagy átalakulás keretében szűnt meg szervezetileg is.” Jakab Attila az 1951-es évet tekinti a felszámolás évének,  ebben az évben mozdítják el hivatalából Éliás Józsefet is. A szekunder szakirodalmi források alapján a Bizottság megszűnése 1950–1953 közé datálható.
1944. október 15. után a nyilas hatalomátvétellel a Bizottság lehetőségei minimálisra csökkentek minden területen.

## Meghatározó személyek

### Muraközy Gyula
Muraközy Gyula (Budapest, 1892. május 13. – Budapest, 1961. augusztus 31.)
Muraközy Gyula 1914-ben fejezte be budapesti teológiai tanulmányait, majd Montouban tanult egy tanévet. Tanulmányai után 1918-ig Budapesten, a Kálvin téren szolgált segédlelkészként, majd 1918–1932 között Kecskeméten volt lelkipásztor, közben hosszabb ideig külföldön is tartózkodott (Svájc, Franciaország, USA). 1932-től ismét a Kálvin téri gyülekezetben lett lelkipásztor, Ravasz László püspök mellett. A Dunamelléki Református Egyházkerületben tanácsbírói és főjegyzői tisztségeket is betöltött, szerkesztett hetilapot (pl. Református Élet 1933–1944), számos tanulmányt és prédikációt publikált és szépírói vénával is rendelkezett. Mint konventi missziói előadó kapott elnöki megbízatást a Jó Pásztor Bizottságban az 1942-es alapítást követően. 1955-ben kényszernyugdíjazták, 1957-ben rövid ideig vezeti a MRE Konventi Irodáját, és visszatér Kálvin térre.

### Éliás József
Éliás József (Budapest, 1914. október 5. – Debrecen, 1995. január 3.)
Személyéről és munkásságáról összefoglaló életrajzi mű ezidáig nem készült, a róla elérhető szakirodalmi adatok sokszor ellentmondásosak. Az egyháztörténet elsősorban a Jó Pásztor Bizottságban folytatott szolgálatát tartja számon. Vallását nem gyakorló magyar zsidó család gyermekeként született, 16-17 évesen lett keresztyénné, megkeresztelkedett, és a református egyház tagja lett. Budapesten járt református középiskolába, teológiai tanulmányait 1937–1941 között a Pápán folytatta, majd segédlelkészi szolgálatot végzett Cegléden 1941–1942-ben. 1942-ben a Jó Pásztor Bizottság szolgálatának vezetésére kap megbízást lelkészi és titkári minőségben, amely tisztséget december 13-tól töltött be. Éliás József „embermentő munkáját az International Hebrew Christian Alliance 1948-ban kitüntetéssel ismerte el”. 1951-ben elmozdították őt a misszió igazgatóságából és egyházmegyei lelkész lett. A Jó Pásztor Bizottság megszűnését követően Szigetszentmiklóson (1956-tól), majd Debrecenben (1958-tól) az egyetemi templomban végzett lelkészi szolgálatot. A templomépület körül kialakult botrány miatt 1972. december 13-án felfüggesztették, 1973-ban rokkantnyugdíjazták. 1986-ban a Nyugat-Németországban működő Magyar Református Egyházközösségek Közös Presbitériumi Gyűlése Örökös tiszteletbeli lelkésszé választotta. Éliás József 1995-ben hunyt el Debrecenben.

### Sztehlo Gábor
Sztehlo Gábor (Budapest, 1909. szeptember 25. – Interlaken, 1974. május 28.)
Szenczy Gábor Győző Jenő Béla néven anyakönyvezték Budapesten az evangélikus Dr. Szenczy Aladár Tamás László jogász, táblabíró és a református Haggenmacher Márta Mária Jozefa harmadik gyermekeként. Családnevét 1938-ban változtatta Sztehlora.
Budapesten katolikus és református iskolákba járt, végül a soproni evangélikus gimnáziumban érettségizett 1927-ben. Ugyanitt járt teológiára is, majd finnországi ösztöndíja (1931/32) után 1932-ben evangélikus szentelték lelkésszé. Gyülekezeti és kórházlelkészi szolgálatot végzett, majd Raffay Sándor püspök 1944-ben felkérte, hogy az evangélikusok részéről kapcsolódjon be a Jó Pásztor tevékenységébe – mivel az evangélikusoknak hasonló szervezete nem volt –, és kifejezetten a gyermekmentés feladatával bízta meg. Még ugyanebben az évben a Bizottság munkatársaként 32 gyermekotthont hozott létre. Mivel a nyilas hatalomátvétel után Éliás Józsefnek bujkálnia kellett, Sztehlo kerül előtérbe. 1945-ben megalapította a Gaudiopolisz (Örömváros) nevű gyermekköztársaságot, ifjúsági államot. Tevékenységét a Jó Pásztor Bizottságon túl a más szervezetek is támogatták anyagilag (Joint, a Nemzetközi Gyermekmentő angol és svéd tagozata, az amerikai katonai misszió, a Svájci és a Nemzetközi Vöröskereszt). 1973-ban megkapta a jeruzsálemi Yad Vashem Intézettől a Világ Igaza kitüntetést.

## Felhasznált irodalom
- A Magyarországi Református Egyház Egyetemes Konventje Budapesten, 1944.  évi május hó 4. napján tartott ülésének jegyzőkönyve (A Református Egyetemes Konvent kiadványai), Budapest, Bethlen Gábor Irodalmi és Nyomdai Rt., 1944.
- BOLYKI J. – LADÁNYI S.: Magyarországi Református Egyház 1918–1948 között in: Barcza J. – Dienes D. (szerk): Magyarországi Református Egyház története 1918–1990. Tanulmányok (SRTA Egyháztörténeti Tanszékének kiadványai 4), Sárospatak, SRTA, 1999, 7–100.
- [ÉLIÁS J.]: Beszélő-beszélgetés Éliás József nyugalmazott református lelkésszel, in: Beszélő 11/3 (1984), 36-42.
- GÉRA E. E.: Református karitatív intézmények a magyar fővárosban 1850–1952 (Doktori értekezés), Budapest, ELTE BTK, 2006.
- HORVÁTH E.: Ravasz László és a református egyház a zsidómentésben, in: Vigilia 79/3 (2014), 188–196.
- HORVÁTH E.: Ravasz László és a zsidómentés,  http://zsinatileveltar.hu/ravasz-laszlo-es-a-zsidomentes, letöltés dátuma: 2021. 06. 01.
- HORVÁTH E.: Zsidómentő szolgálat a Magyarországi Református Egyházban, in: Confessio 36/4 (2012), 73–80.
- JAKAB A: A Jó Pásztor Bizottság zsidómentő tevékenysége. Az elkendőzés művészete, in: Kónya, P. (ed.): Židia pred a za Karpatmi v priebehu stáročí, Prešov, Prešovskej univerzity, 2013, 407–424.
- KEVEHÁZI L.: 100 éve született Sztehlo Gábor, Budapest, Luther Kiadó, 2009.
- KISS R.: Társadalmi kérdések – Egyházi válaszok: Muraközy Gyula lelkipásztori tevékenysége, in: Kósa L. (szerk.): Reformátusok Budapesten 1., Budapest, Argumentum- ELTE BTK Művelődéstörténeti Tanszék, 2006, 591–600.
- KOVÁCS, Á.: Krisztus követése és a zsidómentés. A Jó Pásztor Bizottság hitvalló munkája a magyar református egyházban, in: Baráth B. L. (szerk.): Hittel és humorral. Tanulmánykötet a 60 éves Hörcsik Richárd születésnapjára. Debrecen, DRHE, 2015, 157–165.
- KOVÁCS B.: Száz éve született Muraközy Gyula (1982–1961), in: Cofessio 16/3 (1992), 50–58.
- LÁNYI G.: Méltatlanul. Háttérbe szorított dunamelléki református lelkészek az 1950-es években (Reformáció Öröksége 4.), Budapest, ETKI RÖM – KRE HTK Egyháztörténeti Kutatóintézet, 2020.
- MOLNÁR A.: Szeretetszolgálat, in: Bartha T. – Makkai L. (szerk.): Tanulmányok a Magyarországi Református Egyház 1867 és 1978 közötti történetéből (Studia et Acta Ecclesiastica 5), Budapest, MRE Zsinati Irodájának Sajtóosztálya, 1983, 395–400.
- RÓBERT P.: Sztehlo Gábor, a gyermekmentő, in: Evangélikus Élet 70/5 (2005), 8.
- SZÉPFALVI CS.: Jó Pásztor Bizottság, in: Baráth Béla Levente (szerk.): Discimus, Debrecen, DRHE, 2021, 123-129.
- TŐKÉS I.: A Romániai Magyar Református Egyház Története 1944–1989, Budapest, Magyarságkutató Intézet, 1990.
- VARGA B. (főszerk.): Veszprém megyei életrajzi lexikon, Veszprém, Veszprém Megyei Önkormányzat Közgyűlése, 1998, http://www.mek.iif.hu/porta/szint/egyeb/lexikon/veszplex/html/tart.htm Archiválva 2005. szeptember 10-i dátummal a Wayback Machine-ben, letöltés dátuma: 2021. 06. 01.
- ZOVÁNYI J.: Magyarországi protestáns egyháztörténeti lexikon, 3. javított és bővített kiadás, Budapest, MRE Zsinati Irodájának Sajtóosztálya, 1977.